# Xtreme Pro Wrestling
La Xtreme Pro Wrestling (XPW) est une fédération de catch hardcore créée en 1999 et appartenant à Rob Zicari, qui apparaît sur le ring sous le nom de Rob Black. Zicari apparaissait durant les shows comme étant le propriétaire. Elle est créée en 1999 après le refus de l'Extreme Championship Wrestling (ECW) de faire de Zicari le promoteur de l'ECW en Californie. Rapidement, elle obtient un contrat télévisée pour diffuser sur une chaîne locale ses spectacles et fait venir des catcheurs ayant travaillé à l'ECW comme Big Dick Dudley (en) ou Sabu. En 2000, elle crée la controverse au cours d'ECW Heat Wave où des catcheurs de la XPW interviennent dans le match phare de ce spectacle en attaquant Francine (en). Ce bad-buzz ainsi que des choix mettent en péril l'entreprise qui cesse ses activités en 2003. 

## Histoire

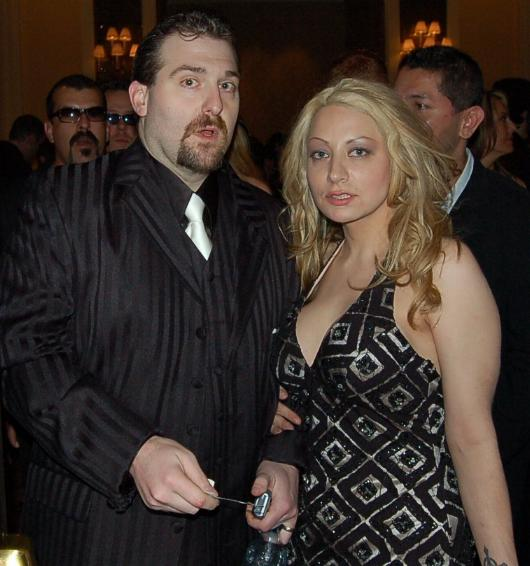
Rob Black, le fondateur de l'Xtreme Pro Wrestling et sa femme Lizzie Borden.

En 1999, Rob Zicari qui est acteur et réalisateur de films pornographique sous le nom de Rob Black propose à Paul Heyman, le propriétaire de l'Extreme Championship Wrestling (ECW) de faire de lui le promoteur de l'ECW en Californie. Heyman refuse et Zicari décide de créer sa propre fédération, la Xtreme Pro Wrestling (XPW). Le premier spectacle de la XPW a lieu le 31 juillet 1999 dont le match phare voit Big Dick Dudley (en) battre Damien Steele,. Damien Steele devient d'ailleurs le premier champion du monde poids lourd en remportant une bataille royale le 29 octobre,.
En 2000, le journaliste Lonnie Hill se montre très critique à l'égard de la XPW sus le site internet socaluncensored.com. Le 17 juin, Rob Black demande à des catcheurs de la XPW d'attaquer Hill par derrière alors qu'il assiste à un spectacle de la XPW. Le 16 juillet, l'ECW organise ECW Heat Wave au Grand Olympic Auditorium de Los Angeles. Avant ce spectacle, la société de sécurité engagé pour cet évènement veille à ne pas laisser entrer des personnes portant du merchandising de la XPW. Cependant, six catcheurs de la XPW passent ce contrôle et prennent place au premier rang. Plus tard, au cours du match phare de ce spectacle opposant Tommy Dreamer à Justin Credible, les catcheurs de la XPW. Avant que ce combat commence, la catcheuse de la XPW Myst montre son t-shirt de la XPW avant d'attaquer Francine (en). La sécurité intervient avec les catcheurs de l'ECW pour exfiltrer les fauteurs de trouble.
Le 22 juillet 2000, la XPW organise Go Funk Yourself qui est la plus forte affluence pour un spectacle de cette fédération avec environ 2 000 spectateurs,. En fait, la plupart d'entre eux viennent gratuitement car ils ont un flyer que la XPW a distribué à ECW Heat Wave et durant un concert de Metallica. La XPW n'organise plus de spectacles pendant presque cinq mois. En octobre, la XPW annonce qu'Atsushi Onita (en), un des grands noms du catch hardcore au Japon, compte venir affronter Sabu dans un Deathmatch,. Onita décide finalement de refuser ce combat et la XPW le blâme publiquement.

## Championnats
- XPW World Heavyweight Championship (1999-2003, 2009)
- XPW World Tag Team Championship (2002-2003, 2009)
- XPW King of the Deathmatch Championship (2000-2002, 2008-présent)
- XPW Television Championship (2001-2003)
- XPW European Championship (2003-2005)